# Shepreth
Shepreth est une paroisse civile et un village du Cambridgeshire, en Angleterre.